# A.S. Handball Albatro Siracusa 2015-2016

## Stagione
L'Albatro Teamnetwork Siracusa partecipa nella stagione 2015-2016 al campionato di Serie A1. Al termine della stagione regolare, otterrà l'accesso ai paly-off scudetto.

## Rosa
| N° | Naz.                            | Ruolo | Sportivo            | Anno |  |  |
| -- | ------------------------------- | ----- | ------------------- | ---- |  |  |
| 12 | Uruguay (bandiera)              | P     | Manuel Adler        | 1992 |  |  |
| 32 | Italia (bandiera)               | P     | Giuseppe Errante    | 1998 |  |  |
| 70 | Bosnia ed Erzegovina (bandiera) | P     | Dinko Dedovic       | 1997 |  |  |
| 3  | Uruguay (bandiera)              | C     | Diego Morandeira    | 1995 |  |  |
| 6  | Italia (bandiera)               | T     | Gianluca Vinci      | 1999 |  |  |
| 7  | Italia (bandiera)               | A     | Umberto Bronzo      | 2000 |  |  |
| 8  | Italia (bandiera)               | T     | Mattia Calvo        | 1990 |  |  |
| 25 | Italia (bandiera)               | A     | Roberto Conigliaro  | 1984 |  |  |
| 9  | Italia (bandiera)               | A     | Perpaolo Ragusa     | 1978 |  |  |
| 10 | Argentina (bandiera)            | C     | Martin Molina       | 1992 |  |  |
| 11 | Italia (bandiera)               | A     | Andrea Calvo        | 1987 |  |  |
| 23 | Argentina (bandiera)            | PV    | Nicolas Polito      | 1985 |  |  |
| 24 | Italia (bandiera)               | A     | Giuseppe Colasuonno | 1991 |  |  |
| 77 | Argentina (bandiera)            | T     | Luciano Brancaforte | 1990 |  |  |

- Allenatore: Giuseppe Vinci